# Nicola Zanini
Nicola Zanini (Vicenza, Provincia de Vicenza, Italia, 26 de marzo de 1974) es un exfutbolista y director técnico italiano. Se desempeñaba en la posición de centrocampista.

## Clubes

### Como futbolista
| Club               | País   | Año         |
| ------------------ | ------ | ----------- |
| Juventus F. C.     | Italia | 1990 - 1992 |
| U. C. Sampdoria    | Italia | 1992 - 1993 |
| Mantova F. C.      | Italia | 1993 - 1994 |
| A. C. Pistoiese    | Italia | 1994 - 1995 |
| Hellas Verona      | Italia | 1995 - 1996 |
| U. C. Sampdoria    | Italia | 1996        |
| Hellas Verona      | Italia | 1996 - 1997 |
| U. C. Sampdoria    | Italia | 1997        |
| Atalanta B. C.     | Italia | 1997 - 1999 |
| Pescara Calcio     | Italia | 1999 - 2001 |
| A. C. Monza        | Italia | 2001        |
| Calcio Como        | Italia | 2001 - 2002 |
| U. S. Triestina    | Italia | 2002 - 2003 |
| S. S. C. Napoli    | Italia | 2003 - 2004 |
| Genoa C. F. C.     | Italia | 2004 - 2005 |
| Ascoli Calcio      | Italia | 2005 - 2006 |
| Vicenza Calcio     | Italia | 2006 - 2008 |
| Albignasego Calcio | Italia | 2008 - 2009 |
| F. C. Treviso      | Italia | 2009 - 2010 |

### Como entrenador
| Club                                   | País   | Año         |
| -------------------------------------- | ------ | ----------- |
| F. C. Treviso                          | Italia | 2010        |
| Real Vicenza (Divisiones inferiores)   | Italia | 2014 - 2015 |
| Vicenza Calcio (Divisiones inferiores) | Italia | 2015 - 2018 |
| Vicenza Calcio                         | Italia | 2018        |
| A. C. Este                             | Italia | 2018 - 2020 |
| Luparense F. C.                        | Italia | 2020 -      |